# Parasyrphus minimus
Parasyrphus minimus är en tvåvingeart som först beskrevs av Tokuichi Shiraki 1930.  Parasyrphus minimus ingår i släktet buskblomflugor, och familjen blomflugor. Inga underarter finns listade i Catalogue of Life.